# Iris Caligiuri
Pour les articles homonymes, voir Caligiuri.
Iris Caligiuri, née le 1er juillet 2003, est une athlète franco-suisse, participant aux compétitions internationales sous les couleurs suisses.

## Biographie
Aux Championnats d'Europe espoirs d'athlétisme 2023 à Espoo, elle est médaillée de bronze du relais 4 × 100 mètres avec la Suisse.
Elle remporte la finale du 200 mètres aux Championnats de France d'athlétisme en salle 2025.